# Vítek ze Švábenic
Vítek ze Šváběnic (†1311/1315?) byl český šlechtic z rodu pánů ze Švábenic.

## Život
Narodil se jako syn Idíka ze Šváběnic a pocházel z rodu Švábenských ze Švábenic. Po otci zdědil Úpu a Švábenice. Mezi lety 1296 a 1297 působil jako zemský maršálek, roku 1303 jako zemský sudí a v roce 1307 jako olomoucký komorník. Většinu svého majetku rozdal zderazkému klášteru a na sklonku svého života vlastnil pouze Heřmanice a Švábenice.
Jeho první manželkou byla Anežka ze Zbraslavi a Obřan. Po druhé se oženil s Perchtou z Krumlova.
Zemřel někdy mezi lety 1311 a 1315. Anežka Vítkovi porodila čtyři syny – Bočka, Všebora, Gebharda, Jana a dvě dcery – Hedviku a Markétu. Byl pochován v rodové hrobce v kostele sv. Petra a Pavla na Zderaze.